# Пернаска, Илир
Или́р Перна́ска (алб. Ilir Përnaska; 7 мая 1951, Тирана, Албания) — албанский футболист, игравший на позиции нападающего за тиранское «Динамо» и сборную Албании.

## Карьера

### Клубная
Илир Пернаска достаточно рано, в 16 лет, начал играть за «Динамо», в первом же матче он забил два мяча в ворота «Трактори». К началу 1970-х стал лидером нападения команды, 6 раз подряд побеждал в списке бомбардиров чемпионата Албании. В составе «Динамо» Пернаска пять раз выигрывал чемпионат и трижды — Кубок Албании. Завершил выступления в 1981 году.

### В сборной
В национальной сборной Албании Илир Пернаска дебютировал 26 мая 1971 года в поединке с Румынией. Играл за сборную в отборочных турнирах чемпионата Европы-1972, чемпионатов мира-1974 и 1982. Всего в футболке сборной Албании Илир Пернаска провёл 15 матчей и забил 5 мячей. Столь небольшое количество матчей за 10 лет связано с тем, что Албания не всегда участвовала в отборочных турнирах чемпионатов мира и Европы.

## Достижения
- Чемпион Албании (5): 1972/73, 1974/75, 1975/76, 1976/77, 1979/80
- Обладатель Кубка Албании (3): 1970/71, 1973/74, 1977/78
- Лучший бомбардир чемпионата Албании (6): 1970/71, 1971/72, 1972/73, 1973/74, 1974/75, 1975/76

## Жизнь после футбола
В настоящее время Пернаска вместе с семьёй живёт в Италии, из-за проблем со здоровьём он не может заниматься тренерской деятельностью.